# Moyne Cairn
Der Moyne Cairn ist ein wahrscheinlich bronzezeitlicher Cairn in der schottischen Council Area East Renfrewshire. Er liegt auf einer Anhöhe zwischen den Stauseen Long Loch und Harelaw Dam südlich des Oberlaufes des Levern etwa vier Kilometer südlich von Neilston. Seit 2012 ist der Cairn in den schottischen Denkmallisten als Scheduled Monument klassifiziert.

## Beschreibung
Cairns wurden in der Bronzezeit bis zur frühen Eisenzeit in den Jahren zwischen 3000 und 1000 v. Chr. angelegt. Wann der Moyne Cairn errichtet wurde, ist nicht genau untersucht. Er gehört zu einer Gruppe von 23 ähnlichen Anlagen, die auf einer Fläche von etwa 10 km × 7 km südwestlich von Newton Mearns zu finden sind. Der Moyne Cairn liegt auf der Kuppe einer leichten Anhöhe in 260 m Höhe, sodass sich von dort aus ein guter Fernblick, insbesondere in nördliche Richtung, bietet. Der Durchmesser des Steinhügels wird je nach Quelle mit zwischen 9,5 m und 11,5 m angegeben. Die Höhe beträgt rund 90 cm. Heute ist das Bauwerk von einer Erdschicht bedeckt. In der Mitte und am Westrand von Moyne Cairn sind Aushöhlungen zu erkennen, die auf eine frühere Störung der Anlage hindeuten könnten. Im Südwesten schließt sich ein kleinerer zweiter Cairn mit einem Durchmesser von rund zwei Metern und einer Höhe von einem Meter an. Dieser ist neueren Datums.